# 祷キララ
祷 キララ（いのり きらら、2000年3月30日 - ）は、日本の女優。

## 経歴
大阪府出身。大阪府立四條畷高等学校を経て、2022年、早稲田大学を卒業。柴田剛監督の『堀川中立売』でデビューしたのち、神聖かまってちゃん「夕方のピアノ」のミュージック・ビデオに出演した。2013年、安川有果監督の『Dressing Up』で主演を務める。

## 出演

### 映画
- 堀川中立売（2009年11月20日、シマフィルム） - 祈キララ 役
- Dressing Up（2012年3月11日、大阪アジアン映画祭にて上映[6]・2013年11月30日、TAMA NEW WAVEにて上映[7]・2015年8月15日、シアター・イメージフォーラム） - 主演・育美 役[8]
- みえないひと（2013年） - 愛美 役
- ハッピーアワー（2015年12月12日、神戸ワークショップシネマプロジェクト） - 美沢由紀 役
- 脱脱脱脱17（2016年9月2日、SPOTTED PRODUCTIONS） - マリア 役
- 校庭に東風吹いて（2016年9月17日、ゴーゴービジュアル企画、映画「校庭に東風吹いて」配給委員会） - 宮崎静香 役
- 左様なら（2018年9月6日、SPOTTED PRODUCTIONS） - 主演・瀬戸綾 役 [9]
- アイネクライネナハトムジーク（2019年9月20日、GAGA） - 女子高生 役
- 楽園（2019年10月18日、角川映画）
- ファンファーレが鳴り響く（2020年10月17日・2020年ゆうばり映画祭ワールドプレミア上映） - ヒロイン・七尾光莉 役[10]
- サマーフィルムにのって（2021年8月6日、ハピネットファントム・スタジオ） - ブルーハワイ 役[11]
- 短篇集 さりゆくもの「いつか忘れ去られる」（2021年2月20日、ぴんくりんくフイルム） - 渡辺真理 役[12]
- やまぶき（2022年11月5日、真庭フィルムユニオン 第51回ロッテルダム国際映画祭タイガー・コンペティション上映  第75回カンヌ国際映画祭ACID部門上映） - 主演・早川山吹 役[13][14]
- 忌怪島/きかいじま（2023年6月16日、東映） - 主演・イマジョ 役[15]
- 4つの出鱈目と幽霊について（2023年12月1日、GBGG Productions）[16]
- HAPPYEND　（2024年）- フミ 役
- 恋脳Experiment（2025年2月14日、ストロール） - 主演・山田仕草 役[17]
- 次元を超える TRANSCENDING DIMENSIONS（2025年10月17日公開予定、スターサンズ） - 渡邊助手 役[18]

### 短編映画
- マリコ（2012年）[19] - 主演・マリコ役
- pray（2014年）[20]- 主演
- 一月の手紙（2017年）- 主演
- Dear my（2017年）- 主演・月嶋カナ 役
- They Survive（2017年）- キョウカ役
- 初恋モータース（2017年）- 主演・桐島キリコ 役
- 怪物的未来（2020年）-主演[21]
- ランブラーズ2（2021年）- ソヨン 役[22]

### テレビドラマ
- トーキョーエイリアンブラザーズ（2018年7月23日 - 9月24日、日本テレビ） - 花 役
- さくらの親子丼2（2018年12月1日 - 2019年1月26日、フジテレビ・東海テレビ） - 小宮山詩 役[23][24][25][26]
- シロでもクロでもない世界で、パンダは笑う。（2020年1月12日 - 3月15日、読売テレビ・日本テレビ） - 前川雪乃 役[27]
- こっちすごいよ。3（2020年3月17日 - 、NHK BS4K・BS8K） - 妹 役
- Memories～看護師たちの物語～（2020年10月4日 - 2021年3月28日、BS日テレ） - 春川理緒 役[28][29]
- 遺留捜査 第6シリーズ 第5話（2021年2月11日、テレビ朝日） - 中島美奈子 役[30]
- JKからやり直すシルバープラン（2021年11月10日 - 12月29日、テレビ東京） - 柏村真紀 役[31]
- 前科者 -新米保護司・阿川佳代-（2021年11月20日 - 12月25日、WOWOW） - ミワ 役
- SDGsミニドラマ 海辺のわすれもの-Once Again, By The Sea-（2021年12月25日、NHK総合） - ヒロイン・少女 役[32]
- 寂しい丘で狩りをする（2022年4月22日 - 6月10日、テレビ東京） - 畑中愛 役
- セイコグラム　転生したら戦時中の女学生だった件（2022年8月15日、NHK総合） - 山川 役[33]
- 孤独のグルメ Season10 第11話（2022年12月17日、テレビ東京） - 中田咲子 役
- 瑠璃も玻璃も照らせば光る（2022年12月27日、フジテレビ） - 立石瑠璃 役[34]
- ジャックフロスト（2023年2月17日 - 3月31日、毎日放送） - 宮坂智子 役[35]
- NHKスペシャル「テレビとはあついものなり〜放送70年TV創世記〜」（2023年3月21日、NHK総合）
- 秀吉、スタートアップ企業で働く（2023年9月9日、テレビ東京） - ヒロイン・夏菜子 役[36]
- イップス 第9話 - 最終話（2024年6月7日 - 21日、フジテレビ）- 久保碧 役[37]
- 「聞けなかった あのこと〜彼女が妊娠？」-石川朱里（優の姉）役 (2025年3月27日 NHK Eテレ)
- 能面検事 第5話（2025年8月8日、テレビ東京） - 金森小春 役[38]
- 塀の中の美容室（2025年8月22日〈予定〉 - 、WOWOW） - 芦原志穂 役[39]

### テレビ番組
- 痛快TVスカッとジャパン 胸キュンスカッと「ブスと呼ばないで」（2018年4月23日、フジテレビ） - 渡辺恵 役
- MBS特番『ギョエー！ヨーロッパ企画の77不思議』（2019年7月22日、毎日放送） - ナビゲーター[40]
- ヨーロッパ企画の暗い旅『#207 トラウマ克服劇団４の旅 』（2019年8月3日、KBS京都・tvk）

### 配信ドラマ
- 誰そ彼る（2021年5月8日配信開始、smash.『スマホラー』） - 主演[41]
- FODオリジナルオムニバスドラマ[42]　『I am…23歳たち』第5話「打ち明けられない私の恋人」（2024年1月26日配信開始 フジテレビオンデマンド）-足立渚役
- パチンコ シーズン2 （2024年 Apple Tv+) - Akiko Nakazono役

### ラジオドラマ
- 青春アドベンチャー「嘘か真か」（2021年5月3日 - 7日、NHK-FM） - ヒロイン[43]
- 青春アドベンチャー「ふれるストーリーボックス」（2023年2月27日 - 3月3日、NHK-FM）

### 舞台
- みみばしる（2019年2月7日 - 17日、東京本多劇場 他 福岡・大阪 / 2月7日 - 17日）[44]
- ヨーロッパ企画第39回公演「ギョエー！旧校舎の77不思議」（2019年8月3日 - 10月5日、滋賀、京都、東京、広島、福岡、愛知、大阪、高知、愛媛、神奈川、北海道 全国11都市）[45]
- 玉田企画『夏の砂の上』（2022年1月13日 - 23日、北千住・BUoY)　- 主演：優子 役
- 玉田企画 『영（ヨン）』（2022年9月23日 - 10月2日、東京芸術劇場シアターイースト） - 主演：영（ヨン）役[46]
- iaku「モモンバのくくり罠」(2023年11月24日～12月3日 東京都 シアタートラム  12月8日～10日 大阪府 ABCホール 他)　椛役
- パルコ・プロデュース 2024『最高の家出』（2024年2月4日 - 3月23日、紀伊國屋ホール 他） - 蒔時アハハ 役[47][48]

### ミュージック・ビデオ
- 神聖かまってちゃん「夕方のピアノ」（2010年）[49]
- あらかじめ決められた恋人たちへ「Back」（2011年）[50]
- Yasushi Yoshida「Grateful Goodbye」Trailer（2011年）[要出典]
- あらかじめ決められた恋人たちへ「Back2」（2014年）[19]
- キミノオルフェ 「蜃気楼」（2017年）[51]
- 阪本奨悟 「夏のビーナス」（2018年）
- VOLA & THE ORIENTAL MACHINE 「MAC-ROY」（2019年）[52]
- フジファブリック 「光あれ」（2020年）
- TK from 凛として時雨 「Dramatic Slow Motion（Reconstructed 2020）」(2020年）[53]
- レルエ 「キミソラ」(2019年)
- フジファブリック 「たりないすくない feat.幾田りら」（2021年）[54]
- SETA「世界に」（2021年）
- T-BOLAN「離したくはない」祷キララ ver. （2022年）[55]
- KALMA 「優しい嘘 」（2022年）
- Karin.　「初恋は」[56]　（2023年）
- ASIAN KUNG-FU GENERATION「西方コーストストーリー」（2023年）[57]
- ASIAN KUNG-FU GENERATION 「江ノ島エスカー」 （2023年）[58]
- シャイトープ 「ランデヴー」五反田まな役（2023年）
- Yo Sea「Wonderland」(2025年）[59]

### コマーシャル
- 楽天カードショートムービー: 人生のしおりになるカード「何がほしい?」（2016年）主演[60]
- 大塚食品「ビタミン炭酸MATCH」”KISS篇"（2017年）
- ヤマウラ「街を造り、日常を造る。」篇（2021年）
- Amazon Prime ビデオ WEBムービー 「お父さんと」篇（2021年）
- 日本ガイシ 「謎の会社」篇 いい未来が、見えてきた。[61]【テレビCM】（2022年）
- 日本ガイシ 第１話「謎の会社」篇｜いい未来が、見えてきた。【WEB限定版】（2022年）
- 日本ガイシ 「あれからずっといる」篇｜いい未来が、見えてきた。[62]【テレビCM】（2022年）
- 日本ガイシ 第２話「あれからずっといる」篇｜いい未来が、見えてきた。【WEB限定版】 （2022年）
- 日本ガイシ「ノーフューチャー？」篇｜いい未来が、見えてきた。【テレビCM】（2022年）
- 日本ガイシ 第３話「ノーフューチャー？」篇｜いい未来が、見えてきた。【WEB限定版】（2022年）
- トレテス チューリオーガニックバーム イメージキャラクター  (2022年)
- 日本ガイシ 「いい未来が、見えてきた。」篇｜いい未来が、見えてきた。【テレビCM】（2022年）
- 日本ガイシ 最終話「いい未来が、見えてきた。」篇｜いい未来が、見えてきた。【WEB限定版】(2022年）
- 山口フィナンシャルグループ　イノリの場合編CM30秒　イノリの場合編CM60秒　イノリの場合編WEB限定ロングver[63]　(2022年）
- 日本ガイシ 第１話「もう何も見えない」篇｜いい未来が、見えてきた。２[64]【テレビCM】(2024年）
- 日本ガイシ 第１話「もう何も見えない」篇｜いい未来が、見えてきた。２【WEB限定版】(2024年）
- 日本ガイシ 第２話「５年前の私へ」篇｜いい未来が、見えてきた。２【テレビCM】[65](2024年）
- 日本ガイシ 第２話「５年前の私へ」篇｜いい未来が、見えてきた。２【WEB限定版】(2024年）
- 日本ガイシ 第3話「君とボクの5年」篇｜いい未来が、見えてきた。２【テレビCM】 （2024年）
- 日本ガイシ 第3話「君とボクの5年」篇｜いい未来が、見えてきた。２【WEB限定版】（2024年）
- 日本ガイシ 第4話「いい未来が、また見えてきた」篇｜いい未来が、見えてきた。２【テレビCM】(2024年）
- 日本ガイシ 第4話「いい未来が、また見えてきた」篇｜いい未来が、見えてきた。２【WEB限定版】(2024年）
- 山口フィナンシャルグループ  「はじめの一歩」篇　30秒 「はじめの一歩」篇　60秒 「はじめの一歩」篇　90秒 （2024年）

### 雑誌
- STUDIO VOICE Vol.408（2016年）
- i-D Japan[66] no.4（2017年）
- GOODROCKS! vol.89（2017年12月15日発売）
- カジカジH vol.59 2018 SUMMER STYLE ISSUE cover:女優・祷キララが魅せる「喜怒哀楽」（2018年7月12日発売）
- アサヒカメラ 「1:1と祷キララ」 2018年9月号（2018年）
- 月刊『HAIR MODE』+ digital 2018年12月号 No.705 kesho第9回立冬、小雪 UDA mekashi project （2018年）
- MAPS DECEMBER ISSUE VOLUME 127 Nostalgia （2018年・韓国）
- コマーシャル･フォト 2019年8月号 早川倫永 写真展告知 （2019年）
- an・an 2019年8月7日 2162号 at♥GIRL （2019年）
- カジカジ 2019年 10月号 職業女優 祷キララ（2019年）
- GOOD ROCKS! Vol.111 河合優実×祷キララ (2021年）
- kiitos.（キイトス）：Vol.21 HAVE A GOOD REST ちゃんと休んでますか？cover (2021年09月24日)
- Meets Regional （ミーツリージョナル）2021年12月号 あの人の私的パルコガイド。 祷キララ（2021年11月1日（月））
- Ollie vol.254 2021 November　cover 　（2021年11月30日）
- MEN'S NON-NO JUNE,2022 大下ヒロトと仲間の銭湯巡り　（2022年5月9日発売）
- Maybe! Vol.13 特集：ビッグラブ （2022年6月29日発売）
- 祷キララ（いのり・きらら）：表紙バージョン／ihme issue10【イフミー】（LOVELY）　cover （2022年7月発売）
- Blanc Magazine　The Chemicals Between Us Issue 20 “Play”　（2022年12月発売・米国ニューヨーク）
- ロケーションジャパン 「千葉県旭市 キラキラロケ地でドラマの続きを」119号 (2023年09月15日発売)
- DOKUSO MAGAZINE Vol.27　ミニシアター限定配布のフリーマガジン （2023年12月5日発刊）
- BARFOUT! バァフアウト!  「神田莉緒香の感じたり、学んだり」  guest：祷キララ  （2025年2月号）
- RiCE kyoto foodscape×祷キララ　(2025年5月号)

### WEB
- SUBPOKKE 『Dressing Up』 祷キララ ＆ 安川有果監督 インタビュー（2015年）
- 路地裏てぃーん。 12人目 祷 キララ 17歳（2017年）
- 2⊿_7 hazama,utsuroi はざまのうつろい（2017年）
- ZUCCa 2018: JOY e-MOOK 宝島社ブランドムック（2018年）
- fashionwalker KILALA INORI meets Ungrid/EVRIS/merry jenny/jouetie 2018 Summer Collection [67]（2018年）
- 関西のとっておき新発見を毎日comepass＜コンパス＞【インタビュー】彼女の名は、祷キララ（いのり きらら)。職業、女優の18歳。（2018年）
- EYESCREAM Dear Upcoming Actors #04 祷キララ (2018年）
- fashionwalker  KILALA INORI meets EMODA/jouetie/LAGUNAMOON/merry jenny 2018 Winter Collection（2018年)
- 016 RiCE.press 今日の＃茶ガール TODAY'S CHA GIRL 016.祷キララ/19歳/女優（2019年）
- Be yourself Vol.74 祷キララさん (2019年）
- rockin'star 2019 Styling Book[68] (2019年）
- anan NEWS[69]　イットガール (2019年）
- DEW MAGAZINE #39 REINVENTING ISSUE PRE-SPRING 2021[70](2021年 インドネシア）
- 人色　2022 APR. (2022年）
- MEN'S NON-NO WEB あの映画、もう観た？大下ヒロトと仲間の銭湯巡り ファッションでつながる仲間たち② (2022年）
- PARCO FASHION SHOOT VOL.30｜ANREALAGE　パルコで見つける”いま着たい”コンテンポラリーなスタイル (2022年）
- Maybe!×BABY-G タイアップ企画 With BABY-G Vol.54 女優・祷キララ (2022年）
- DOKUSOマガジンweb 祷キララ×外山文治─鍛えあげた先に見据える、面白くて魅力的な大人になること （2023年）
- TTA MAGAZINE - 「東京タワーで、あいましょう。」計画 （2024年1月1日 コラム連載スタート[71]）
- DEW MAGAZINE #50 THE POWER ISSUE PRE-SUMMER 2024 KILALA 1000% （2024年 インドネシア）
- SUUMOタウン レスキュウ、リバプレ、北極星。夢があつまる服の街、堀江にきらめく夢のあと。｜文・祷キララ　 (2024年）
- 映画チャンネル「縛られていたことに“気付く”と楽になる」映画『恋脳Experiment』祷キララ＆平井亜⾨が語る本作への思い。対談インタビュー (2025年）
- Do it Theater web 「当たり前」に縛られてた自分を見つける — 映画『恋脳Experiment』祷キララさんインタビュー (2025年）
- STREAM 祷 キララ 「固定観念に縛られていることに気づく主人公の成長が描かれた映画『恋脳 Experiment』」 INTERVIEW (2025年）

### ポスター
- 映画24区 KYOTO 2012（2012年）
- シネマカレッジ京都（2013年）
- CO2 TOKYO 2013（2013年）

### 写真集
- 祷キララ『はじめての三人』発行・販売元：ギャンビット 写真：斎藤工、TAKAMURADAISUKE、松本花奈（2019年3月30日発売[72]）
- kesho：化粧 UDA著　守本勝英写真 NORMAL刊  出版元：NORMAL (2021年4月29日発売[73]）
- ＮＥＸＴ ＧＩＲＬ図鑑 ＣＭＮＯＷ編集部が注目する５１人の女優やモデル、アーティストを紹介！ 完全保存版 ２０２１−２０２２ （2021年）

## その他
- Storytelling Horror Game『幽霊のいるところ』 AUDIO GAME CENTER +[74]　Ginza Sony Park (2021年）
- 「山口で、あいましょう。」計画　LETʼs MEET at PROJECT（2024年）

## 受賞
- 2012年 - 第8回シネアスト・オーガニゼーション大阪 - CO2新人賞（『Dressing Up』）[75]
- 2013年 - 第7回田辺・弁慶映画祭 - 映検女優賞（『Dressing Up』）[要出典]
- 2013年 - 第14回TAMA NEW WAVE - ベスト女優賞（『Dressing Up』）[76]
- 2015年 - ミスiD2016 - 選考委員個人賞（東佳苗賞・市川紗椰賞 W受賞）[77]
- 2019年 - SeishoCinemaFes2nd コンペティション短編部門 最優秀女優賞(初恋モータース）[78]
- 2023年 - 第19回ポルト・アレグレ国際ファンタスティック映画祭 最優秀悪役賞[79]（ 忌怪島/きかいじま）